# The Coast of Folly

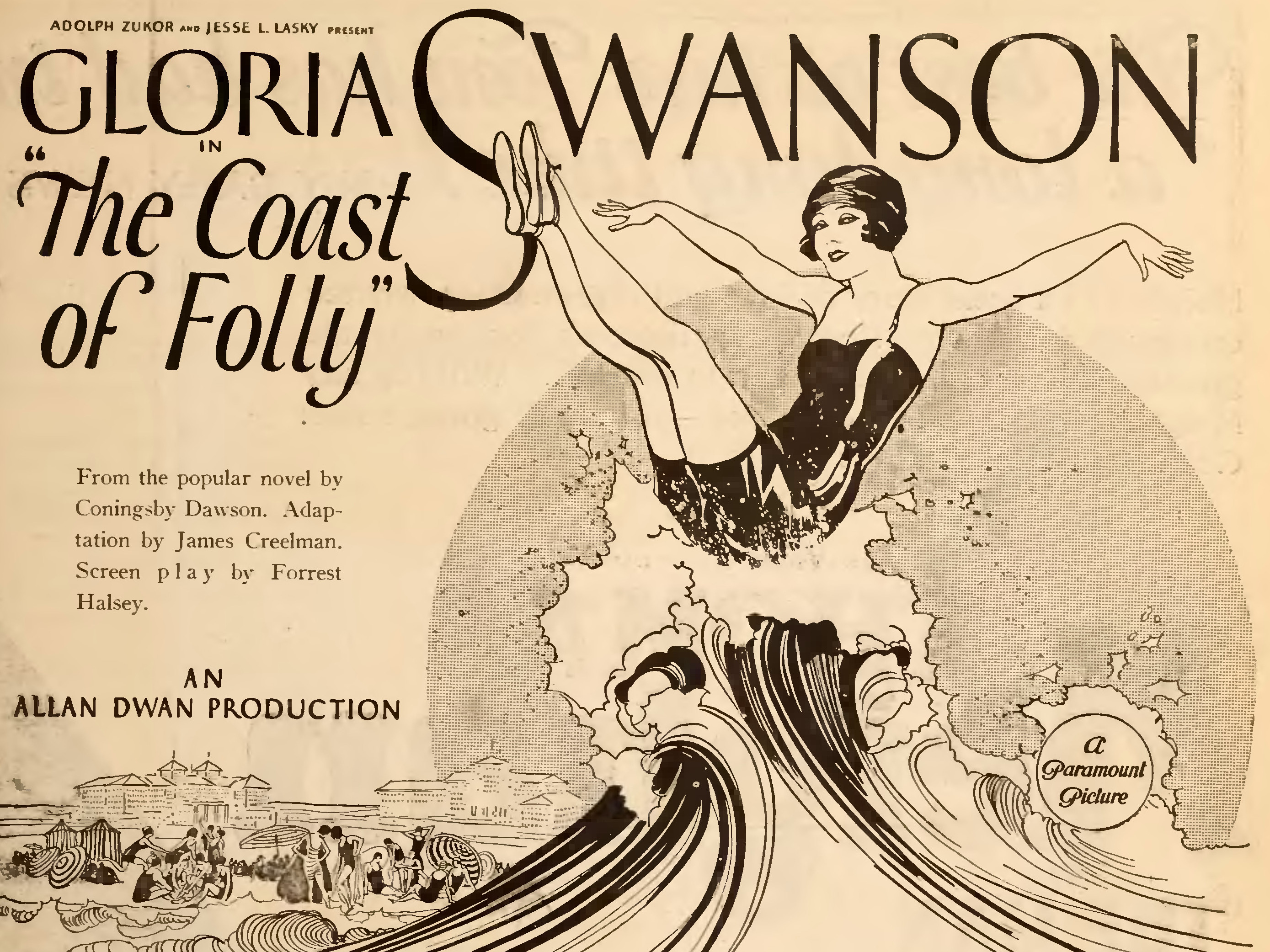
1925

The Coast of Folly is een Amerikaanse dramafilm uit 1925 onder regie van Allan Dwan. In Nederland werd de film destijds uitgebracht onder de titel Haar groote dwaasheid. De film is wellicht zoekgeraakt.

## Verhaal
Nadine Gathway laat haar preutse man in de steek en vertrekt naar Europa. Ze laat ook haar dochter Joyce achter, die opgroeit tot een mooie vrouw. Als haar vader overlijdt, erft zij het geld op voorwaarde dat ze nooit verwikkeld raakt in een schandaal. Ze wordt echter verliefd op een getrouwde man in Palm Beach en ze vraagt zijn vrouw om van hem te scheiden. Bovendien keert haar moeder terug naar de Verenigde Staten.

## Rolverdeling
| Acteur           | Personage                      |
| ---------------- | ------------------------------ |
| Gloria Swanson   | Joyce Gathway / Nadine Gathway |
| Anthony Jowitt   | Larry Fay                      |
| Alec B. Francis  | Graaf de Tauro                 |
| Dorothy Cumming  | Constance Fay                  |
| Jed Prouty       | Cholly Knickerbocker           |
| Eugenie Besserer | Gouvernante                    |
| Arthur Housman   | Badgast                        |
| Lawrence Gray    | Badgast                        |
| Richard Arlen    | Badgast                        |
| Charles Clary    | Badgast                        |